# Natalya (catch)
Cet article concerne une catcheuse canadienne. Pour le prénom, voir Natalya (prénom).
Natalie Katherine Neidhart (née le 27 mai 1982 à Calgary (Alberta))  est une catcheuse (lutteuse professionnelle) canadienne. Elle travaille actuellement à la World Wrestling Entertainment, dans la division Raw, sous le nom de Natalya.
Première femme de l'histoire de la famille Hart à être catcheuse, Natalya représente la troisième génération de catch de sa famille, après son père Jim Neidhart et son grand-père maternel Stu Hart. Elle est aussi la cousine de David Hart Smith, la nièce de Bret Hart et la femme de Tyson Kidd.
Après avoir débuté dans le catch en 2000 et remporté plusieurs titres de moindre importance sur le circuit indépendant, elle rejoint en 2007 la World Wrestling Entertainment qui l'envoie successivement dans ses deux clubs-écoles, l'Ohio Valley Wrestling et la Florida Championship Wrestling.
C'est en 2008 qu'elle débute à SmackDown, l'un des trois shows majeurs de la fédération, avant d'être draftée l'année suivante à la ECW où elle forme avec David Hart Smith et Tyson Kidd l'équipe The Hart Dynasty. Après la dissolution de l'équipe en 2010, elle remporte lors des Survivor Series la même année le Championnat des Divas, devenant la sixième membre et première femme de sa famille à être titrée dans la fédération.

## Carrière

### Débuts et circuit indépendant (2000-2007)
Natalie Neidhart a commencé à travailler dans le catch avec Eric Bischoff qui au début des années 2000 a créé la MatRats où elle a aussi managé T.J. Wilson. Elle décide de devenir catcheuse et entre au Donjon (en), le surnom de l'école qu'a fondé son grand-père Stu Hart situé au sous-sol de la maison familiale, où elle est formée par ses oncles Ross et Bruce Hart (en). 
Elle commence sa carrière de catcheuse en juillet 2002 au sein de la fédération familiale, la Stampede Wrestling ainsi que dans des fédérations canadiennes. En 2004, elle a quitté le Canada pour faire un bref séjour en Angleterre où elle a travaillé pour la All-Star Wrestling et l'année suivante elle fait un séjour au Japon et travaille dans diverses fédérations féminine. Le 17 juin, elle remporte son premier titre en devenant championne féminine du Pacifique de la Stampede Wrestling, titre qu'elle perd le 28 octobre et qu'elle récupère le 16 décembre avant de le perdre à nouveau courant 2006. Le 8 octobre, elle devient championne SuperGirl de la Elite Canadian Championship Wrestling, titre qu'elle perd le 27 octobre. Entretemps, elle a fait un bref passage aux États-Unis où elle a lutté au sein de la Shimmer Women Athletes, une fédération exclusivement féminine, où elle a affronté Sara Del Rey.

### World Wrestling Entertainment (2007-...)

#### Passage dans les clubs-école (2007-2008)
En janvier 2007, la World Wrestling Entertainment (WWE) engage Natalie Neidhart et l'envoie tout d'abord dans ses club-écoles. Elle rejoint tout d'abord la Deep South Wrestling. Elle y fait son premier match le 18 mars et perd face à Krissy Vaine (en). Son dernier match au sein de cette fédération a lieu le 22 avril où elle fait équipe avec Shantelle et elles remportent leur match face à Krissy Vaine et Angel Williams. Courant avril, la WWE met fin à son partenariat avec la Deep South Wrestling.
Elle rejoint ensuite la Florida Championship Wrestling et fait un passage à l'Ohio Valley Wrestling au cours de l'été,.

#### Débuts (2008-2009)

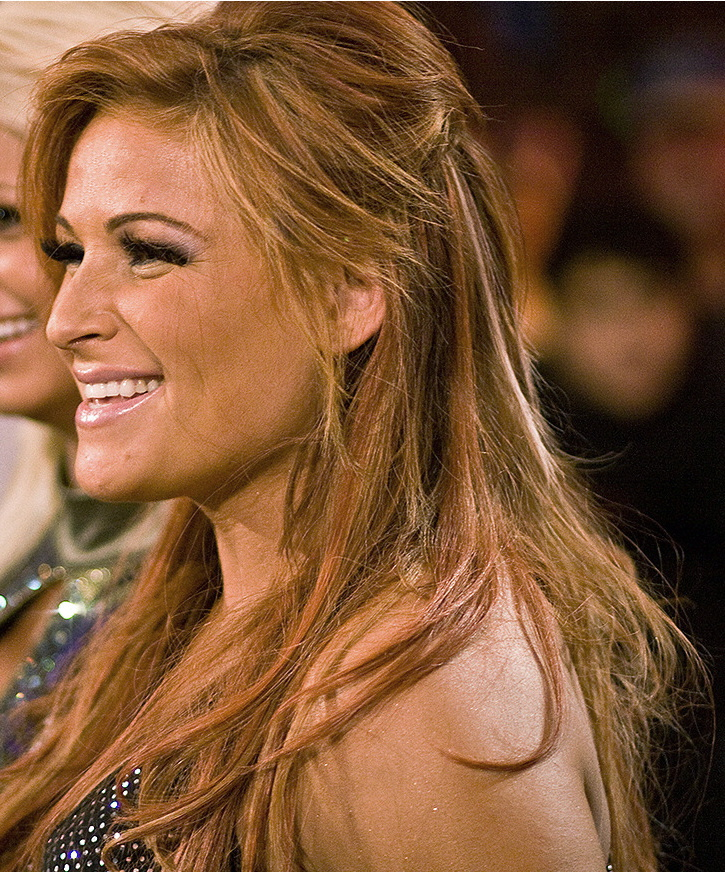
Natalya à Raw en 2008.

Elle a fait ses débuts à la WWE le 4 avril 2008 dans la division SmackDown Live.
Elle se fit remarquer lors du match à douze divas lors de Backlash 2008 où elle remporta la victoire avec Beth Phoenix, Melina, Victoria, Jillian Hall et Layla face à l'équipe de Mickie James qui était composée de Maria, Cherry, Kelly Kelly, Ashley Massaro et Michelle McCool.
Le 25 avril, à SmackDown Live, elle gagne son premier match solo face à Cherry en lui exécutant sa prise de finition : Le Sharpshooter.
Au Great American Bash, elle ne remporte pas le titre des Divas, battue par soumission par Michelle McCool. Lors d'Armageddon, elle fait équipe avec Maryse, Jillian Hall et Victoria dans un Eight-Diva Santa's Little Helper match, mais elles perdent le match face à l'équipe de Maria, Mickie James, Kelly Kelly et Michelle McCool.

#### The Hart Dynasty et Divas Champion (2009-2011)

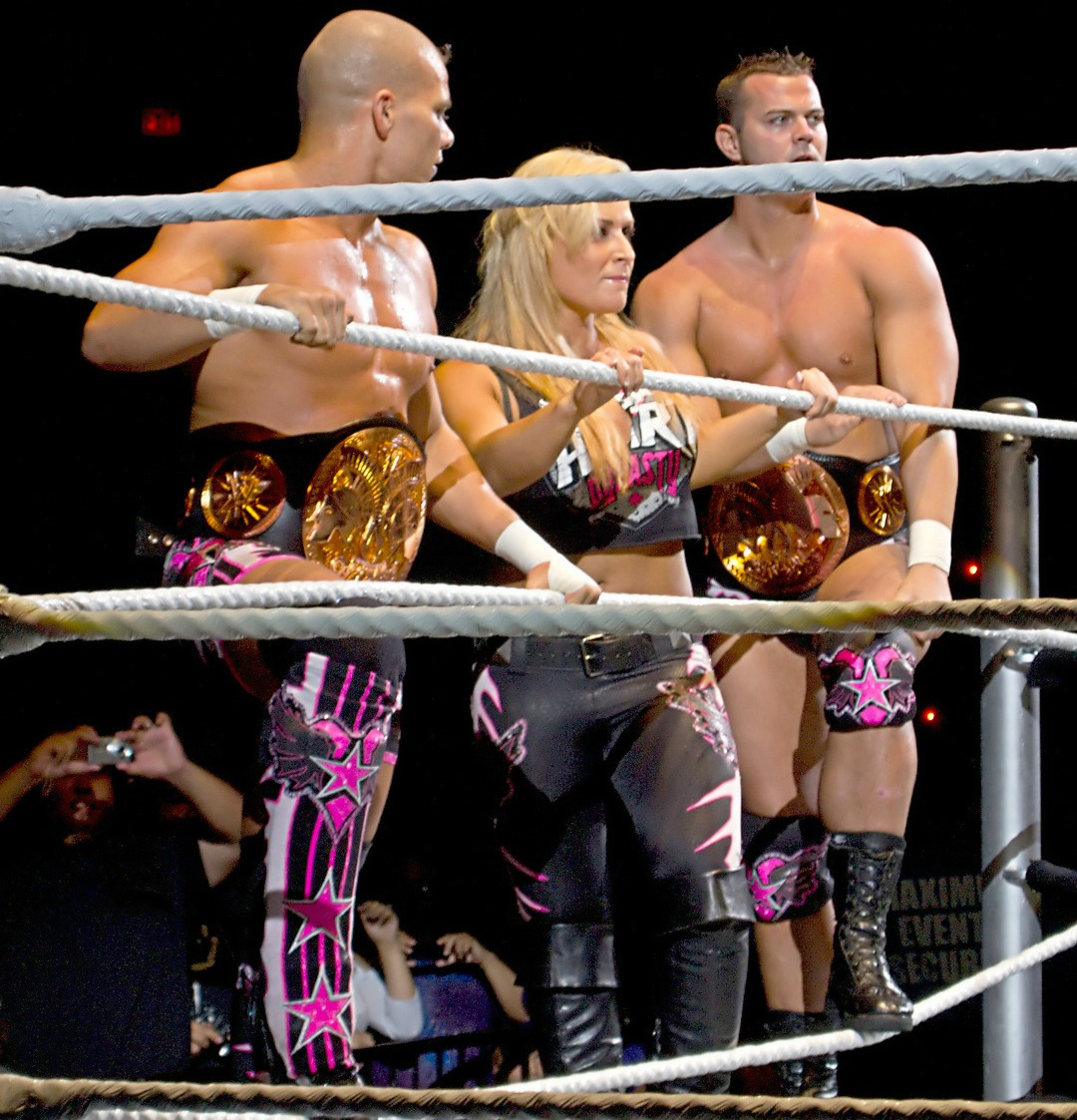
Natalya, accompagnée de Tyson Kidd (à gauche) et David Hart Smith, formant The Hart Dynasty

Elle quitte SmackDown Live et fait ses débuts à la ECW en tant que manager de son compagnon Tyson Kidd. Elle y fait son premier combat le 15 avril. Lors de l'ECW du 12 mai, elle forme The Hart Dynasty avec Tyson Kidd et David Hart Smith.
Le 29 juin, elle, David Hart Smith et Tyson Kidd sont draftés à SmackDown Live.
À WrestleMania XXVI, elle participe en tant que bucheronne avec toute sa famille au Lumberjack Match entre Bret Hart et Vince McMahon, et effectue en même temps qu'eux un Face-Turn en attaquant ce dernier.

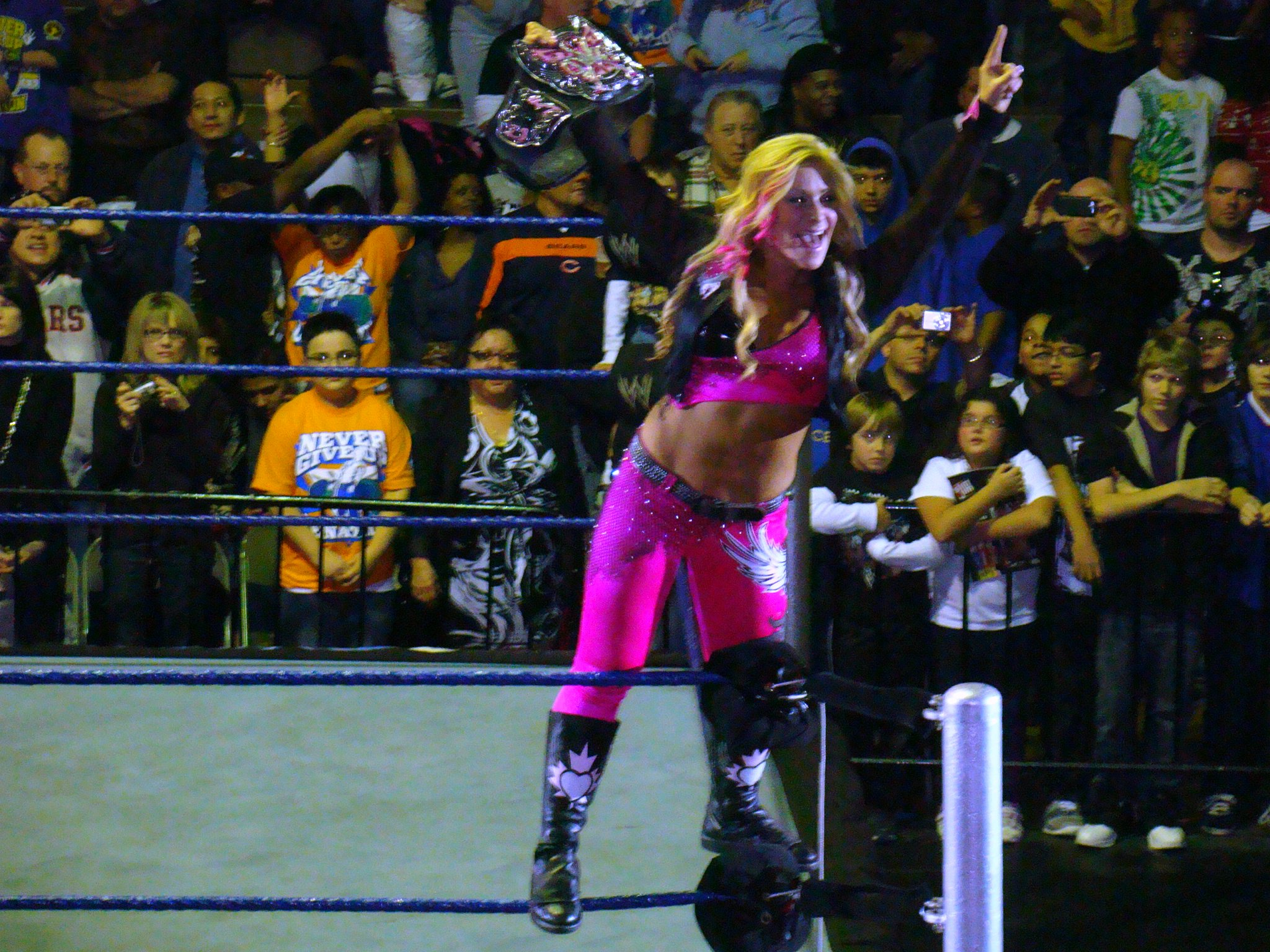
Natalya en tant que championne des Divas de la WWE en 2011

La Hart Dynasty est draftée à Raw lors du Draft 2010. L'équipe entre ensuite dans une rivalité mixte 3 vs 3 avec Tamina (la fille de Jimmy Snuka) et Jey et Jimmy Uso (les fils de Rikishi). À 4-Way Finale elle donne la victoire à son équipe, lors d'un match par équipe mixte 3 VS 3. Ils perdront finalement le titre lors de Night of Champions. Lors du Raw du 27 septembre, elle remporte une bataille royale pour devenir challengeuse au Championnat Unifié des Divas. Lors d'Hell in a Cell, elle bat Michelle McCool par disqualification pour le Championnat Unifié des Divas, ne remportant donc pas la ceinture. Elle tente une seconde fois sans succès de remporter le titre lors de Bragging Rights, où elle perd contre Layla (co-championne officieuse avec Michelle McCool). La Hart Dynasty se sépare lors du Raw du 15 novembre 2010, après que Tyson Kidd effectue un Heel Turn en trahissant Smith lors d'un match contre Heath Slater et Justin Gabriel. Lors des Survivor Series, elle remporte le Championnat des Divas en battant Michelle McCool et Layla dans un match handicap à deux contre une. Lors de TLC: Tables, Ladders & Chairs, elle et Beth Phoenix battent LayCool dans le premier Tag Team Tables match de Divas de l'histoire de la WWE.
Lors du Royal Rumble, elle perd son titre dans un Fatal 4-Way au profit d'Eve Torres. Ce match comprenait aussi Michelle McCool et Layla.

#### Divas of Doom (2011-2012)
Le 5 août à SmackDown Live, elle bat AJ Lee. Après le combat, elle effectue un Heel Turn en attaquant son adversaire. La semaine suivante à SmackDown Live, elle s'allie officiellement avec Beth Phoenix, formant ainsi les Divas of Doom, et pour leur premier match ensemble, les deux femmes battent Kaitlyn et AJ Lee. 
Le 2 octobre à Hell in a Cell, elle aide sa partenaire à remporter le titre des Divas en obligeant l'adversaire de celle-ci à abandonner, pendant que son équipière lui porte sa prise de soumission. 
Le 29 janvier 2012 au Royal Rumble, les Bella Twins et elles battent Kelly Kelly, Eve, Alicia Fox et Tamina dans un 8-Diva Tag Team match.
Le 15 juillet à Money in the Bank, Eve Torres, Beth Phoenix et elle perdent face à Layla, Kaitlyn et Tamina dans un 6-Woman Tag Team match. Le 28 septembre à SmackDown Live, elle perd face à sa propre partenaire. Après le combat, la championne des Divas, Eve Torres, fait son apparition et révèle que la guerrière amazone est suspendue indéfiniment, car une enquête est ouverte sur l'attaque sur Kaitlyn à Night of Champions, étant donné que la coupable est une blonde, ce qui provoque la séparation du duo.

#### Diverses alliances, retour en solo et diverses rivalités (2012-2016)
Le 7 décembre à SmackDown Live, elle effectue un Face Turn, accompagne The Great Khali et Hornswoogle, puis assiste à leur victoire sur les Colóns. Après le combat, Rosa Mendes attaque le second, mais elle lui porte une Clothesline. Le 16 décembre lors du pré-show à TLC, elle ne remporte pas la Santa's Little Helper Diva Battle Royal, gagnée par Naomi, et ne devient pas aspirante n°1 au titre des Divas.
Le 18 août 2013 lors du Axxess à SummerSlam, Maria Menounos et elle battent Eva Marie et Brie Bella. Plus tard dans la soirée, elle rebat Brie Bella. Le 15 septembre à Night of Champions, elle ne remporte pas le titre des Divas, battue par AJ Lee par soumission dans un Fatal 4-Way match, qui inclut également Naomi et Brie Bella.  
Le 27 octobre à Hell in a Cell, The Great Khali et elle perdent face à Fandango et Summer Rae. Le 24 novembre aux Survivor Series, les Bella Twins, les Funkadactyls (Naomi et Cameron), JoJo, Eva Marie et elle battent Tamina, Kaitlyn, Alicia Fox, Aksana, Rosa Mendes, Summer Rae et AJ Lee dans un 7-on-7 Traditional Survivor Series Divas Elimination Tag Team match. Le 15 décembre à TLC, elle ne remporte pas, une nouvelle fois, le titre des Divas, battue par AJ Lee. 
Le 6 avril 2014 à WrestleMania XXX, elle ne remporte pas, pour la troisième fois, le titre des Divas, battue par sa même adversaire dans un Vickie Guerrero Divas Championship Invitational match. Le 29 mai à NXT TakeOver, elle ne remporte pas le titre féminin de la NXT, battue par Charlotte. 
Le 23 novembre aux Survivor Series, l'équipe Natalya (Alicia Fox, Emma, Naomi et elle) bat celle de Paige (Paige, Cameron, Summer Rae et Layla) dans un 8-Woman Traditional Survivor Series Divas Elimination Tag Team match. 
Le 25 janvier 2015 lors du pré-show au Royal Rumble, elle s'allie officiellement avec Cesaro et son mari Tyson Kidd, aux côtés d'Adam Rose, et assiste à leur victoire sur le New Day. Plus tard dans la soirée, Paige et elle perdent face aux Bella Twins. 
Le 11 juin, son mari souffre d'une grave blessure à la nuque, qui l'éloigne des rings pour une durée indéterminée. Elle décide de prendre 3 mois de congés pour rester à ses côtés pendant sa convalescence.
Le 21 septembre à Raw, elle fait son retour, après trois mois d'absence. Plus tard dans la soirée, elle perd face à Naomi.
Le 12 mars 2016 à Roadblock, elle ne remporte pas le titre des Divas, battue par Charlotte.
Le 2 avril lors du pré-show à WrestleMania 32, les Total Divas (Brie Bella, Paige, Alicia Fox, Eva Marie et elle) bat l'équipe B.A.D & Blonde (Naomi, Tamina, Lana, Summer Rae et Emma) dans un 10-Diva Tag Team match.

#### Draft àSmackDown Live, rivalité avec Nikki Bella, championne deSmackDownet rivalité avec Charlotte Flair (2016-2018)
Le 19 juin à Money in the Bank, Becky Lynch et elle perdent face à Charlotte Flair et Dana Brooke. Après le combat, elle effectue un Heel Turn en attaquant sa désormais ex-partenaire.
Le 19 juillet à SmackDown Live, elle est annoncée être officiellement transférée au show bleu. Le 23 juillet à Battleground, elle bat l'Irlandaise par soumission. Le 23 août à SmackDown Live, Daniel Bryan et Shane McMahon présentent une nouvelle ceinture pour la division féminine du show bleu : le WWE SmackDown Women's Championship. Le 11 septembre à Backlash, elle ne devient pas la première championne de SmackDown, battue par Becky Lynch dans un 6-Pack Challenge, qui inclut également Alexa Bliss, Carmella, Naomi et Nikki Bella. 
Le 20 novembre aux Survivor Series, elle remplace Nikki Bella dans l'équipe féminine de SmackDown, attaquée dans les coulisses et blessée à la nuque, mais l'équipe du show bleu (Becky Lynch, Alexa Bliss, Naomi, Carmella et elle) perd face à celle de Raw (Charlotte Flair, Sasha Banks, Bayley, Nia Jax et Alicia Fox) dans un Women's 5-on-5 Traditional Survivor Series Elimination Tag Team match. Le 20 décembre à SmackDown Live, Carmella persiste sur ses soupçons à son encontre, et après avoir attaqué et fait fuir la New Yorkaise, elle finit par reconnaître sa culpabilité, ayant fait ça par jalousie. 
Le 29 janvier 2017 lors du pré-show au Royal Rumble, Alexa Bliss, Mickie James et elle perdent face à Becky Lynch, Naomi et Nikki Bella dans un 6-Women Tag Team Match. Le 12 février à Elimination Chamber, son match face à la moitié des Bella Twins se termine en Double Count Out.
Le 2 avril à WrestleMania 33, elle ne remporte pas le titre féminin de SmackDown, battue par Naomi dans un 6-Pack Challenge, qui inclut également Alexa Bliss, Becky Lynch et Mickie James. Le 21 mai à Backlash, Carmella, Tamina et elle battent Charlotte Flair, Becky Lynch et Naomi dans un 6-Women Tag Team match. Le 18 juin à Money in the Bank, elle participe au premier Money in the Bank Ladder Match féminin de l'histoire, mais ne remporte pas la mallette, gagnée par Carmella de manière controversée.
Le 23 juillet à Battleground, elle devient aspirante no 1 à la ceinture à SummerSlam en battant l'Irlandaise, Charlotte Flair, Lana et Tamina dans un Fatal 5-Way Elimination match. Le 20 août à SummerSlam, elle devient la nouvelle championne de SmackDown en battant Naomi, remportant le titre pour la première fois de sa carrière.
Le 8 octobre à  Hell in a Cell, elle perd face à Charlotte Flair par disqualification, en attaquant son adversaire avec une chaise, mais conserve son titre. Le 14 novembre à SmackDown Live, elle perd face à sa même adversaire par soumission, ne conservant pas son titre. Le 19 novembre aux Survivor Series, l'équipe SmackDown (Becky Lynch, Naomi, Carmella, Tamina et elle) (accompagnée de Lana) perd face à celle de Raw (Alicia Fox, Nia Jax, Asuka, Bayley et Sasha Banks) dans un Women's 5-on-5 Traditional Survivor Series Elimination Tag Team match[réf. nécessaire]. Le 17 décembre à Clash of Champions, elle ne remporte pas le titre féminin de SmackDown, battue par The Queen par soumission dans un Lumberjack Match. À la fin du match, elle annonce ne pas avoir le respect qu'elle mérite, puis qu'elle va tourner le dos aux fans, ainsi qu'à la division féminine, avant de fondre en larmes. 
Le 28 janvier 2018 au Royal Rumble, elle entre dans le tout premier Royal Rumble féminin en 18e position, élimine Michelle McCool, Nia Jax (avec l'aide de Bayley, Sasha Banks, Asuka, les Bella Twins et Trish Stratus) et Beth Phoenix, avant d'être elle-même éliminée par Trish Stratus. Le 11 mars à Fastlane, Carmella et elle battent Becky Lynch et Naomi. 
Le 8 avril lors du pré-show à WrestleMania 34, elle ne remporte pas la toute première Women's Battle Royal, gagnée par Naomi.

#### Draft àRawet diverses rivalités (2018-2020)
Le 16 avril à Raw, lors du Superstar Shake-Up, elle rejoint officiellement le show rouge. Elle y fait ses débuts, en tant que Face, en battant Mandy Rose par soumission. Après le match, Sonya Deville et son adversaire l'attaquent, mais Ronda Rousey vole à son secours. Le 17 juin à Money in the Bank, elle ne remporte pas la mallette, gagnée par Alexa Bliss. 
Le 13 août, son père meurt d'une chute accidentelle. Cinq soirs plus tard à SummerSlam, elle félicite son amie Ronda Rousey, qui a remporté le titre féminin de Raw en battant Alexa Bliss, accompagnée des Bella Twins.
Le 28 octobre à Evolution, la Boss'n'Hug Connection et elle battent le Riott Squad dans un 6-Women Tag Team Match. Le 16 décembre à TLC, elle bat Ruby Riott dans un Tables Match. 
Le 27 janvier 2019 au Royal Rumble, elle entre dans le Royal Rumble féminin en seconde position, élimine Liv Morgan, Sarah Logan (avec l'aide de Kairi Sane), avant d'être elle-même éliminée par Nia Jax.  
Le 7 avril à WrestleMania 35, Beth Phoenix et elle ne remportent pas les titres féminins par équipe de la WWE, battues par les IIconics dans un Fatal 4-Way Tag Team match, qui inclut également la Boss'n'Hug Connection, Nia Jax et Tamina. Le 19 mai à Money in the Bank, elle ne remporte pas la mallette, gagnée par Bayley.
Le 11 août à SummerSlam, elle ne remporte pas le titre féminin de Raw, battue par Becky Lynch par soumission dans un Submission Match.
Le 6 octobre lors du pré-show à Hell in a Cell, elle bat Lacey Evans par soumission. Le 30 octobre à Crown Jewel, elle bat la même adversaire par soumission. Après le match, les deux femmes célèbrent ensemble le premier combat féminin de  l'histoire de la WWE en Arabie Saoudite, puis se prennent mutuellement dans les bras, la Lady effectuant ainsi un Face Turn. Le 24 novembre aux Survivor Series, l'équipe Raw (Charlotte Flair, Sarah Logan, Asuka, Kairi Sane et elle) perd face à celle de NXT (Rhea Ripley, Candice LeRae, Bianca Belair, Io Shirai et Toni Storm) dans un Women's 5-on-5 Traditional Survivor Series Elimination  TripleThreat Tag Team match , qui inclut également SmackDown (Sasha Banks, Nikki Cross, Carmella, Dana Brooke et Lacey Evans). 
Le 26 janvier 2020 au Royal Rumble, elle entre dans le Royal Rumble féminin en 23e position, mais se fait éliminer par son ancienne partenaire, Beth Phoenix. Le 8 mars à Elimination Chamber, elle perd un Elimination Chamber Match face à Shayna Baszler, qui inclut également Asuka, Liv Morgan, Ruby Riott et Sarah Logan, ne devenant pas aspirante n°1 au titre féminin de Raw à WrestleMania 36. 
Le 5 avril lors du pré-show à WrestleMania 36, elle perd face à Liv Morgan. Le 22 juin à Raw, elle s'allie avec Lana et effectue un Heel Turn en battant sa même adversaire par soumission, aidée par une distraction de sa nouvelle partenaire. Après le combat, les deux femmes célèbrent ensemble.

#### Draft àSmackDownet championnes par équipe de la WWE avec Tamina (2020-2021)
La 12 octobre à Raw, Lana et elle perdent, une nouvelle fois, face à Dana Brooke et Mandy Rose. Après le combat, elle met fin à son alliance avec la Russe. Plus tard dans la soirée, elle ne devient pas aspirante n°1 au titre féminin de Raw, battue par son ancienne partenaire dans une Women's Battle Royal. Lors du Raw Talk, elle est annoncée être transférée au show bleu par Charly Caruso. Le 22 novembre aux Survivor Series, l'équipe SmackDown, dont elel fait partie, perd face à celle de Raw dans un Women's 5-on-5 Traditional Survivor Series Elimination Tag Team match.
Le 31 janvier 2021 au Royal Rumble, elle entre dans le Royal Rumble féminin en dernière position, mais se fait éliminer par la future gagnante, Bianca Belair. 
Le 10 avril à WrestleMania 37, Tamina et elle effectuent un Face Turn, remportent le Tag Team Turmoil match en battant le Riott Squad (Liv Morgan et Ruby Riott) et deviennent aspirantes n°1 aux titres féminins par équipe de la WWE le lendemain. Le lendemain, elles ne remportent pas les titres féminins par équipes de la WWE, battues par Nia Jax et Shayna Baszler. Le 14 mai à SmackDown, elles deviennent les nouvelles championnes par équipes de la WWE en battant leurs mêmes adversaires. Sa partenaire remporte le premier titre majeur de sa carrière depuis 12 ans, et elle remporte son second titre majeur de sa carrière, après le titre féminin de SmackDown. Le 20 juin lors du pré-show à Hell in a Cell, elle bat Mandy Rose par soumission.
Le 18 juillet à Money in the Bank, sa partenaire et elle ne remportent pas la mallette, gagnée par Nikki A.S.H. Le 20 septembre à Raw, elles ne conservent pas leurs titres, battues par Nikki A.S.H et Rhea Ripley, ce qui met fin à un règne de 129 jours.

#### Alliances avec Shayna Baszler et Shotzi (2021-2023)
Le 12 novembre à SmackDown, elle effectue un Heel Turn en s'alliant avec Shayna Baszler et Shotzi, mais les trois femmes perdent face à Aliyah, Naomi et Sasha Banks dans un 6-Women Tag Team match. Le 21 novembre aux Survivor Series, l'équipe SmackDown, dont elle fait partie, perd face à celle de Raw dans un Women's 5-on-5 Traditional Survivor Series Elimination Tag Team match.
Le 29 janvier 2022 au Royal Rumble, elle entre dans le Royal Rumble féminin en 12e position, élimine son ancienne partenaire Tamina et Summer Rae, avant d'être elle-même éliminée par Bianca Belair. Le 11 mars à SmackDown, elle s'allie officiellement à Shayna Baszler, mais les deux femmes perdent face à Naomi et Sasha Banks.
Le 3 avril à WrestleMania 38, elles ne remportent pas les titres féminins par équipe de la WWE, battues par Naomi et Sasha Banks dans un Fatal 4-Way Tag Team match, qui inclut également Carmella, Queen Zelina, Liv Morgan et Rhea Ripley.
Le 2 juillet à Money in the Bank, elle ne remporte pas le titre féminin de SmackDown, battue par Ronda Rousey par soumission.
Le 28 octobre à SmackDown, elle effectue un Face Turn, car Shayna Baszler met fin à leur alliance en se retournant contre elle.  Le 8 novembre, elle souffre d'une fracture du nez, doit subir une intervention chirurgicale et s'absenter pendant 2 mois et demi.
Le 28 janvier 2023 au Royal Rumble, elle effectue son retour de blessure après 2 mois et demi d'absence, entre dans le Royal Rumble match féminin en 11e position, mais se fait éliminer par Damage CTRL (Bayley, Dakota Kai et IYO SKY). Le 18 février à Elimination Chamber, elle ne devient pas aspirante n°1 au titre féminin de Raw à WrestleMania 39, battue par Asuka dans un Elimination Chamber match, qui inclut également Carmella, Raquel Rodriguez, Liv Morgan et Nikki Cross. Le 28 février à SmackDown, elle s'allie officiellement avec Shotzi, mais ensemble, les deux femmes perdent face à Shayna Baszler et Ronda Rousey.
Le 2 avril à WrestleMania 39, elles perdent face à leurs mêmes adversaires par soumission dans un Women's WrestleMania Showcase Fatal 4-Way Tag Team match, qui inclut également Liv Morgan, Raquel Rodriguez, Chelsea Green et Sonya Deville.

#### Retour àRaw(2023-...)
Le 28 avril à SmackDown LowDown, lors du Draft, elle est annoncée être officiellement transférée à Raw. Le 27 mai à Night of Champions, elle ne remporte pas le titre féminin de SmackDown, battue par Rhea Ripley en une minute.
Le 9 septembre 2024 à Raw, elle fait son retour après un an et 3 mois et demi d'absence pour devenir la partenaire mystère de Lyra Valkyria et Zelina Vega. Ensemble, les trois catcheuses battent Pure Fusion Collective (Sonya Deville, Shayna Baszler et Zoey Stark dans un 6-Women Tag Team match.

## Palmarès
- Elite Canadian Championship Wrestling
  - 1 fois ECCW SuperGirls Champion

- Stampede Wrestling
  - 2 fois Stampede Women's Pacific Champion[5]

- World Wrestling Entertainment
  - 1 fois Championne des Divas de la WWE
  - 1 fois Championne de SmackDown de la WWE
  - 1 fois Championne par équipe de la WWE - avec Tamina

## Vie privée
- Natalya est la fille de Jim Neidhart et  Ellie Hart , la petite fille de Stu Hart, faisant d'elle une catcheuse de troisième génération[101],[102]. Elle a deux sœurs : l'aînée, Jennifer, est chef cuisinière, et la benjamine se prénomme Kristen[103]. Natalya cite son grand-père Stu comme une source d'inspiration, aussi bien sur le ring que dans la vie[104]. En tant que membre de la famille Hart, elle est la cousine de Harry Smith et Teddy Hart, tous deux également catcheurs professionnels[102]. Elle est très proche de Smith, avec qui elle a vécu une petite partie de son enfance alors que leurs pères respectifs formaient une tag team[105].
- Elle est mariée à Tyson Kidd depuis le 26 juin 2013, mariage qui a été diffusé lors de la saison 1 de Total Divas [106],[107].
- Natalya est diplômée de la Bishop Carroll High School en 2000[104]. Elle possède une maison à Calgary, mais vit actuellement à Tampa[101].
- Natalya est entraînée au jiu-jitsu brésilien par Gracie Barra[108].
- Elle rédige une chronique hebdomadaire pour le Calgary Sun depuis février 2017[109]
- Natalya est la catcheuse qui a formé Ronda Rousey à son arrivée à la World Wrestling Entertainment, en la prenant sous son aile, afin que celle-ci s'adapte au monde du catch.

## Récompenses de magazines
- Pro Wrestling Illustrated

| Année | 2008 | 2009 | 2010 | 2011 | 2012 | 2013 | 2014 | 2015 | 2016 | 2017 | 2018 | 2019 | 2020 | 2021 | 2022 | 2023 | 2024 |
| ----- | ---- | ---- | ---- | ---- | ---- | ---- | ---- | ---- | ---- | ---- | ---- | ---- | ---- | ---- | ---- | ---- | ---- |
| Rang  | 19   | 25   | 29   | 4    | 12   | 13   | 9    | 19   | 7    | 7    | 20   | 7    | 53   | 66   | 81   | 101  | 100  |